# Xysticus funestus
Xysticus funestus es una especie de araña cangrejo del género Xysticus, familia Thomisidae. Fue descrita científicamente por Keyserling en 1880.

## Distribución geográfica
Habita en América del Norte.